# Malgun Gothic
 (septembre 2020).
Si vous disposez d'ouvrages ou d'articles de référence ou si vous connaissez des sites web de qualité traitant du thème abordé ici, merci de compléter l'article en donnant les références utiles à sa vérifiabilité et en les liant à la section « Notes et références ».
Malgun Gothic (coréen : 맑은 고딕) est une police de caractères coréenne créée par Sandoll pour Microsoft. Son optimisation de rendu (hinting) est par Monotype. Elle est distribuée avec Microsoft Windows depuis Windows Vista et est aussi disponible pour Windows XP et Windows Server 2008 par téléchargement.